# Фобия
Фобия (от гръцки: phobos – „страх“) е патологичен, натраплив, ирационален и силен страх към специфичен обект, определена дейност или специално обстоятелство; страх, който се разпознава от самия индивид като ексцесивен и безпричинен, но когато този страх се превърне в натрапливо състояние и стане значим източник на разстройство, повлиявайки социалното функциониране, се приема за психично нарушение.

## Разновидности
- фобофобия, страх от възникване на фобии;
- погонофобия, страх от хора с бради;
- гленофобия, болестен страх от погледа на кукла;
- арахнофобия, болестен страх от паяци;
- кардиофобия, болестен страх от сърдечни заболявания;
- хинофобия, болестен страх от китайци;
- гинефобия, болестен страх от жени;
- педофобия, болестен страх от деца;
- философобия, болестен страх от философията;
- имофобия, болестен страх от противоречия, разногласия;
- танатофобия, болестен страх от смъртта;
- сотериофобия, болестен страх от влиянието на другите;
- сидеродромофобия, болестен страх от влакове, железопътни линии и пътувания с влак;
- сколецифобия, вермифобия, болестен страх от червеи;
- скупофобия, болезнен страх от метли;
- ринофобия, болестен страх от носове;
- орнитофобия, болестен страх от птици;
- порфирофобия, болестен страх от пурпурния цвят.

## Понятието извън медицината
Има много думи, които имат наставка -фобия, в които под „фобия“ се разбира негативно отношение към определена група хора.
- Хомофобия – Ирационален страх от хомосексуални хора. Често се бърка с хомомизия – осмислено, рационално неприемане на хомосексуализма и непоносимост към пропагандата му.
- Ксенофобия – страх или непоносимост към непознати. Думата се използва често в критика на националистически или политически изказвания.